# Caesarea Cappadociae
Caesarea eller Caesarea Cappadociae (även Mazaka, Eusebeia, Caesarea Mazaca) var under antiken en stad i centrala Kappadokien i Mindre Asien. Staden blev under kejsar Tiberius huvudstad i den romerska provinsen Cappadocia. Endast ruiner återstår av Caesarea; den bäst motsvarande moderna stad vid den antika staden är Kayseri, vars namn härleds från Caesarea.